# Falange espiritual
Falange espiritual é um conceito presente em diversas religiões que descreve agrupamento de espíritos agindo sob um determinado objetivo. No contexto das religiões maniqueístas, as falanges podem ser benignas ou malignas.

## Umbanda
Na Umbanda, descrevem-se nomes pelos quais são conhecidas diversas entidades de várias linhas de trabalho, por exemplo, o Exu das 7 Encruzilhadas.
Um outro exemplo de falange são as diversas que utilizam o nome de Ogum, não devendo serem confundidas com o orixá.
Ainda na Umbanda, falanges estão correlacionadas com espíritos que se apresentam sob um determinado arquétipo. Deste modo, por exemplo, um caboclo não necessariamente já foi encarnado como um indígena, mas é apenas uma aparência espiritual sob a qual o espírito escolhe se apresentar para transmitir seus ensinamentos, dar passe espiritual e realizar trabalhos.
São falanges conhecidas o Zé Pelintra, entre os malandros; Caveira e Marabô, entre os exus; e Vovó Maria Conga, entre os pretos-velhos.[carece de fontes?]